# 赵祠堂
赵祠堂，又名赵氏宗祠，是位于中国安徽省合肥市肥东县八斗镇赵祠村的一个清代古建筑，2012年入选第五批肥东县文物保护单位。
赵祠堂始建于清朝乾隆年间，坐北朝南，占地4880平方米，建筑面积500平方米，二进五开间，飞檐翘角，金色宝顶，大厅为砖木结构，由52根石鼓或方石垫底的立柱支撑，正堂门前有回廊、拱棚、楹联等装饰结构。